# Ectopioglossa borsatoi
Ectopioglossa borsatoi är en stekelart som beskrevs av Giordani Soika 1996. Ectopioglossa borsatoi ingår i släktet Ectopioglossa och familjen Eumenidae. Inga underarter finns listade i Catalogue of Life.